# Giuseppe Romano
Giuseppe Romano (Brescia, Provincia de Brescia, Italia, 15 de noviembre de 1918 - Tempio Pausania, Provincia de Sassari, Italia, 16 de noviembre de 1965) fue un futbolista y director técnico italiano. Se desempeñaba en la posición de guardameta.

## Clubes

### Como futbolista
| Club            | País   | Año         |
| --------------- | ------ | ----------- |
| Brescia Calcio  | Italia | 1937 - 1942 |
| Vicenza Calcio  | Italia | 1942 - 1943 |
| Calcio Como     | Italia | 1944 - 1945 |
| Vicenza Calcio  | Italia | 1945 - 1947 |
| Brescia Calcio  | Italia | 1947 - 1949 |
| Calcio Como     | Italia | 1949 - 1951 |
| Torino F. C.    | Italia | 1951 - 1954 |
| Calcio Lecco    | Italia | 1954 - 1955 |
| Piacenza Calcio | Italia | 1956        |
| Juventus F. C.  | Italia | 1956 - 1957 |

### Como entrenador
| Club             | País   | Año         |
| ---------------- | ------ | ----------- |
| Pordenone Calcio | Italia | 1962 - 1963 |
| A. S. Tempio     | Italia | 1965        |